# Nikolauskirche (Ingelfingen)

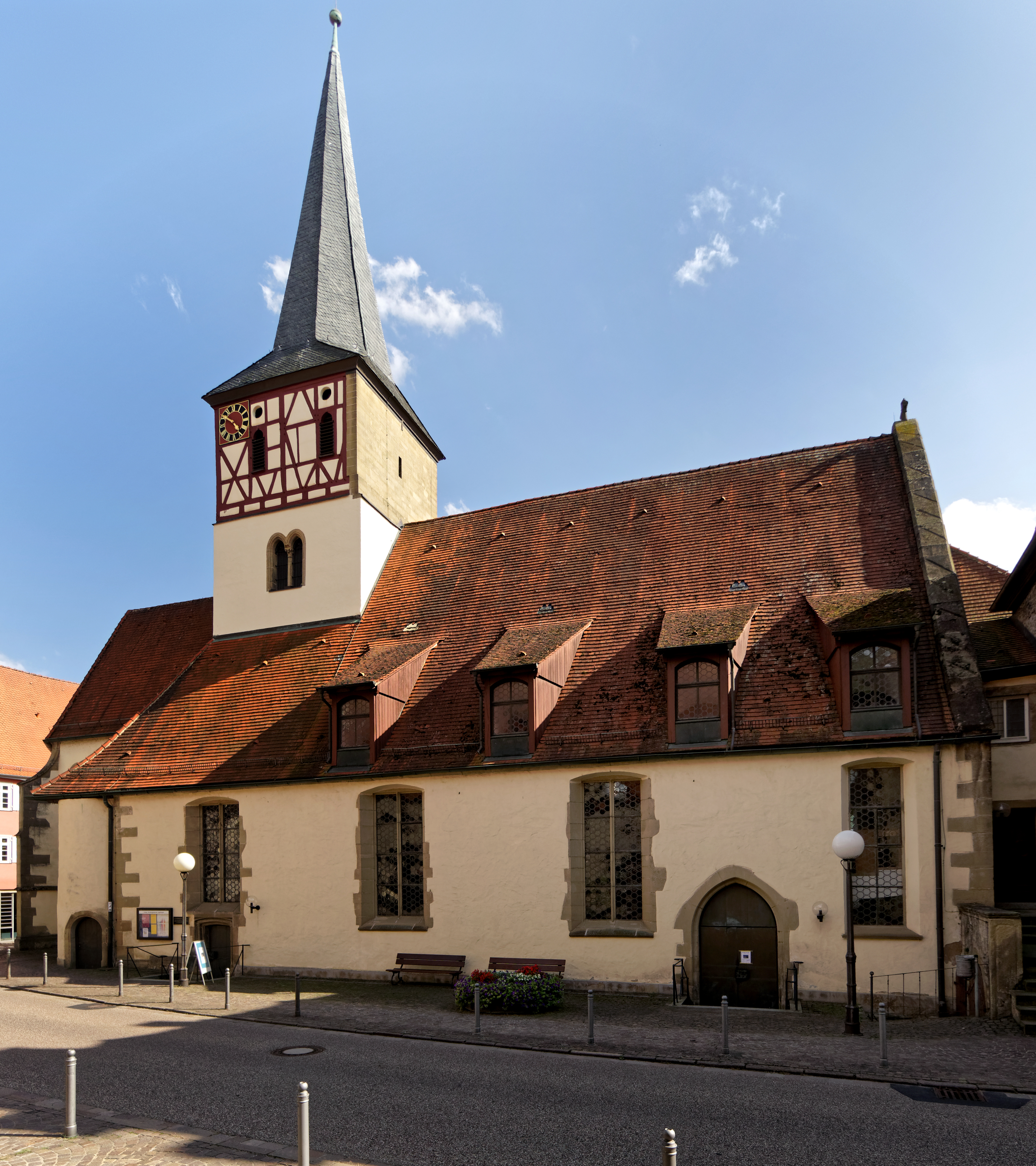
Nikolauskirche in Ingelfingen

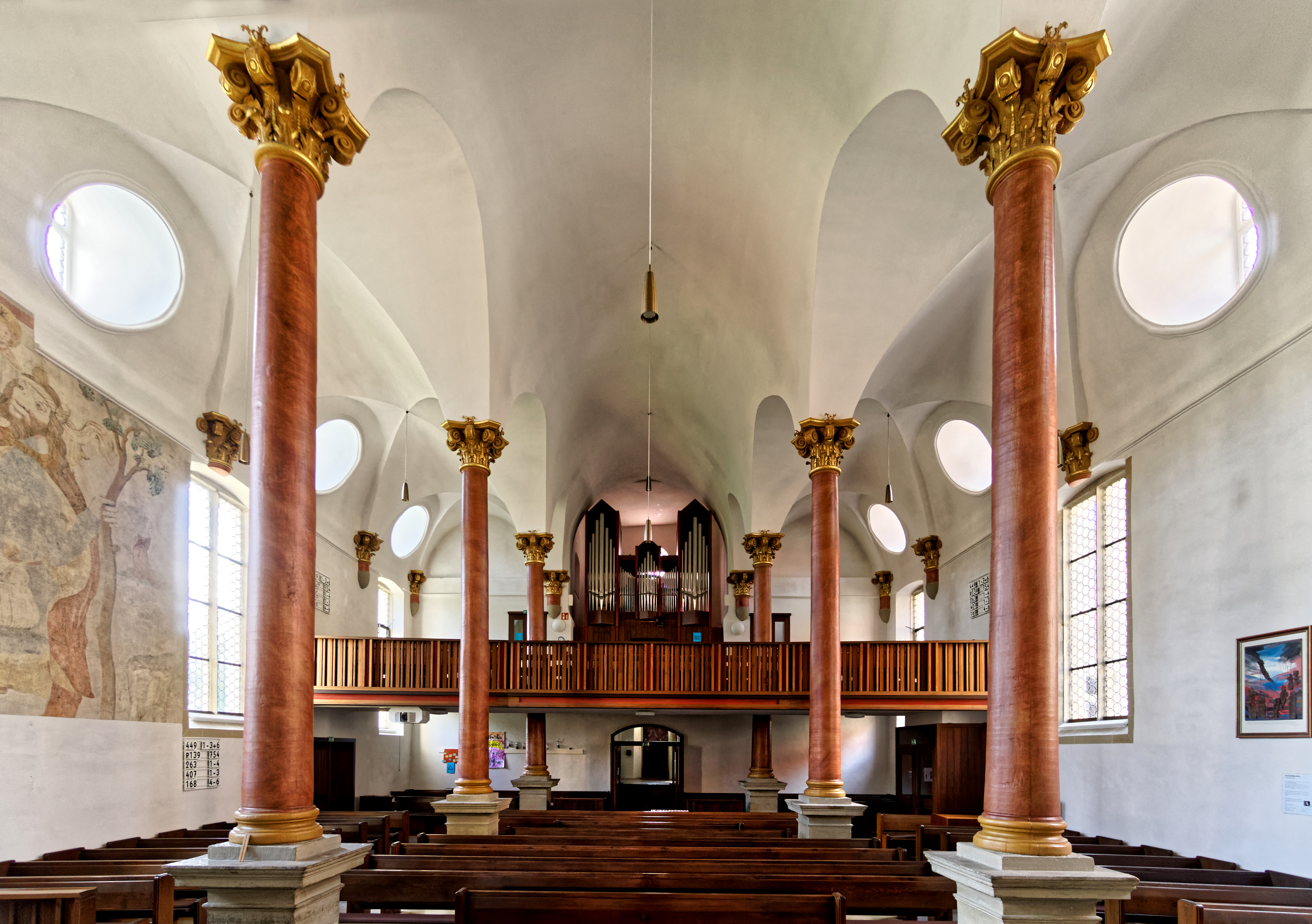
Innenansicht nach Westen

Die evangelische Nikolauskirche steht in Ingelfingen, einer Gemeinde im Hohenlohekreis in Baden-Württemberg. Das Bauwerk ist beim Landesamt für Denkmalpflege Baden-Württemberg als Baudenkmal eingetragen. Die Kirchengemeinde gehört zum Kirchenbezirk Künzelsau der Evangelischen Landeskirche in Württemberg.

## Beschreibung
Der Kirchturm blieb vom Vorgängerbau vom Ende des 13. Jahrhunderts erhalten. Er wurde in den 1490 begonnenen und 1502 vollendeten Neubau der Saalkirche einbezogen und schnürt den eingezogenen, dreiseitig geschlossenen, von Strebepfeilern gestützten Chor vom westlichen Langhaus ab. Der Kirchturm wurde 1567 mit einem Geschoss aus Holzfachwerk aufgestockt, das die Turmuhr und den Glockenstuhl für die vier Kirchenglocken beherbergt, und mit einem schiefergedeckten, achtseitigen Knickhelm bedeckt.
Die Saalkirche wurde 1738/39 zur Hallenkirche mit einem Mittelschiff und zwei Seitenschiffen umgestaltet. Der Kirchturm wird im Osten des Mittelschiffs von den beiden Seitenschiffen flankiert.
Der Innenraum des Mittelschiffs ist mit einer Stichkappentonne überspannt. Die Seitenschiffen sich mit überbusten Kreuzgratgewölben gedeckt. Das Netzgewölbe des Chors verbindet barocke und gotische Formen.